# Pelita Air Service
Pelita Air Service est une compagnie aérienne indonésienne basée à l'aérodrome de Pondok Cabe au sud de Jakarta. C'est une filiale de la société pétrolière d'État Pertamina.

## Codes
- AITA Code: 6D
- OACI Code: PAS
- Callsign: PELITA [2]

## Histoire
Pelita a été créée en 1963 par Pertamina mais n'a commencé à opérer qu'en 1970. 

## Destinations
En janvier 2005, Pelita desservait :
- Denpasar
- Ende
- Gorontalo
- Bandung
- Bima
- Jakarta
- Kendari
- Kupang
- Labuan
- Manokwari
- Maumere
- Sorong
- Surabaya
- Tarakan
- Ternate
- Makassar
- Waingapu
- Yogyakarta.

## Flotte

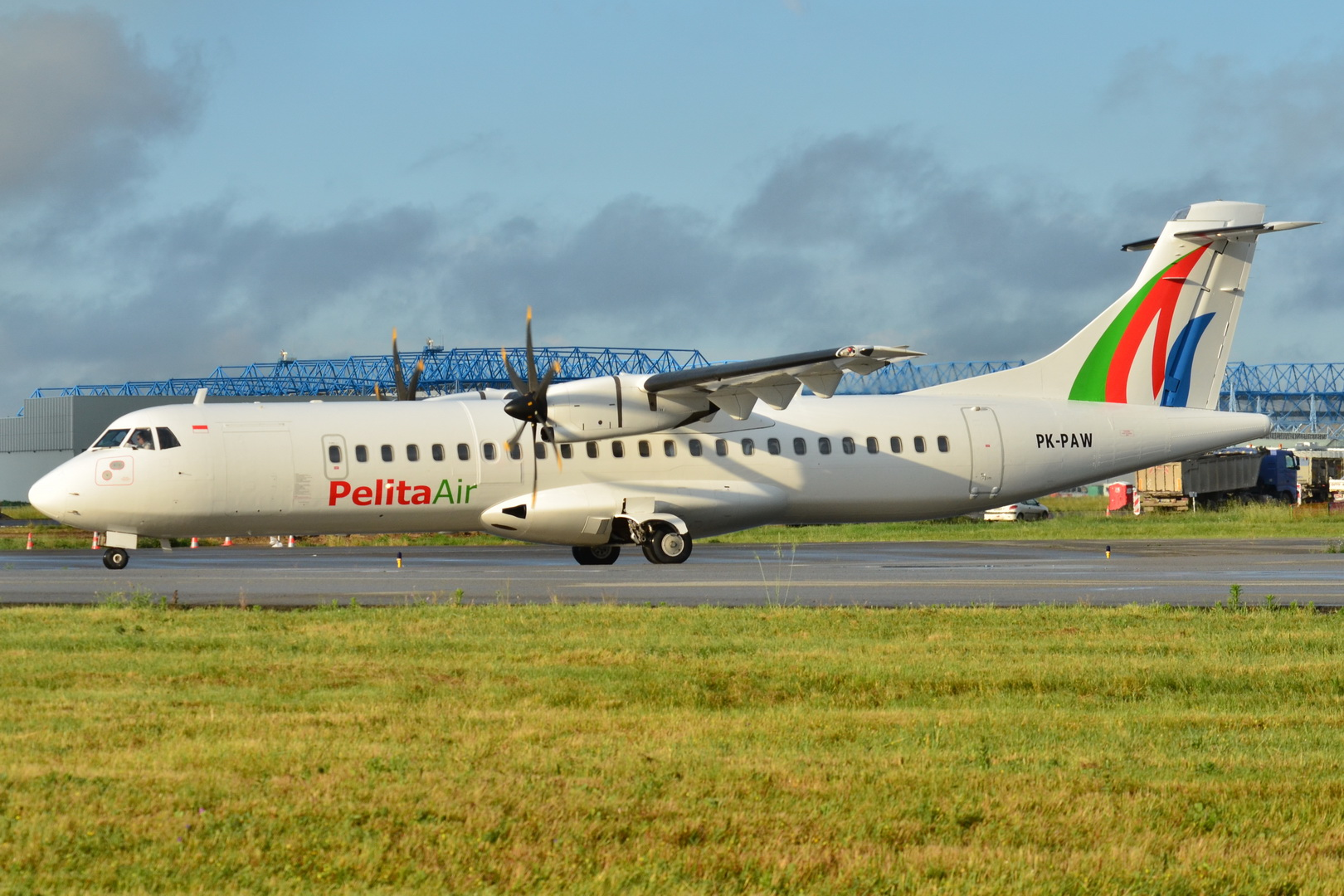
Un ATR 72-500 de Pelita sur l'aéroport de Toulouse-Blagnac en 2013

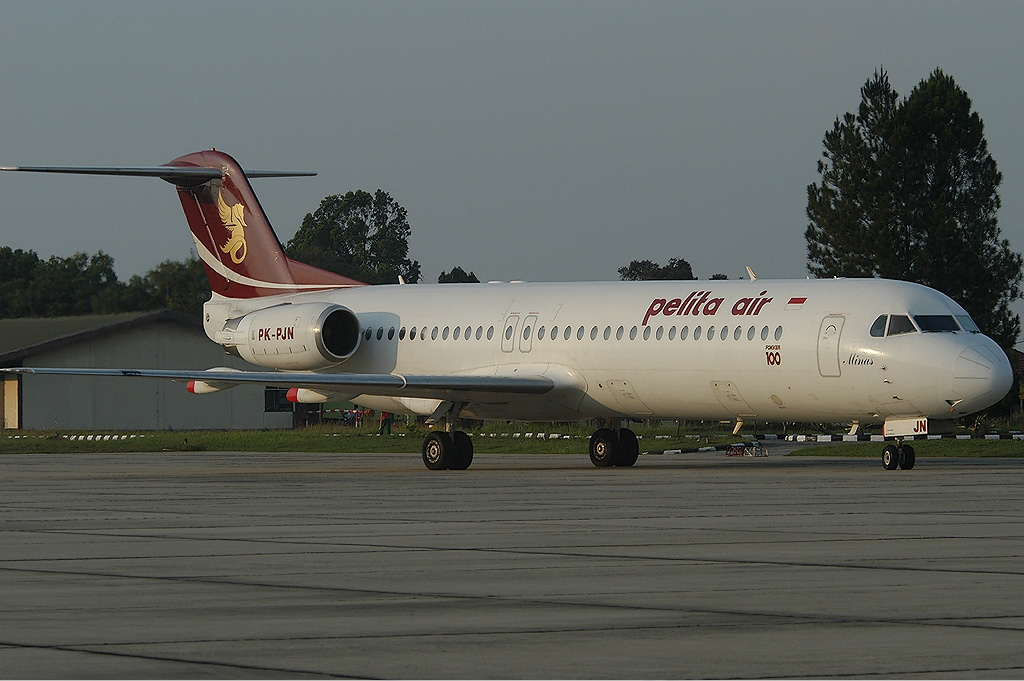
Fokker F100 de Pelita Air sur l'aéroport de Pekanbaru en 2003

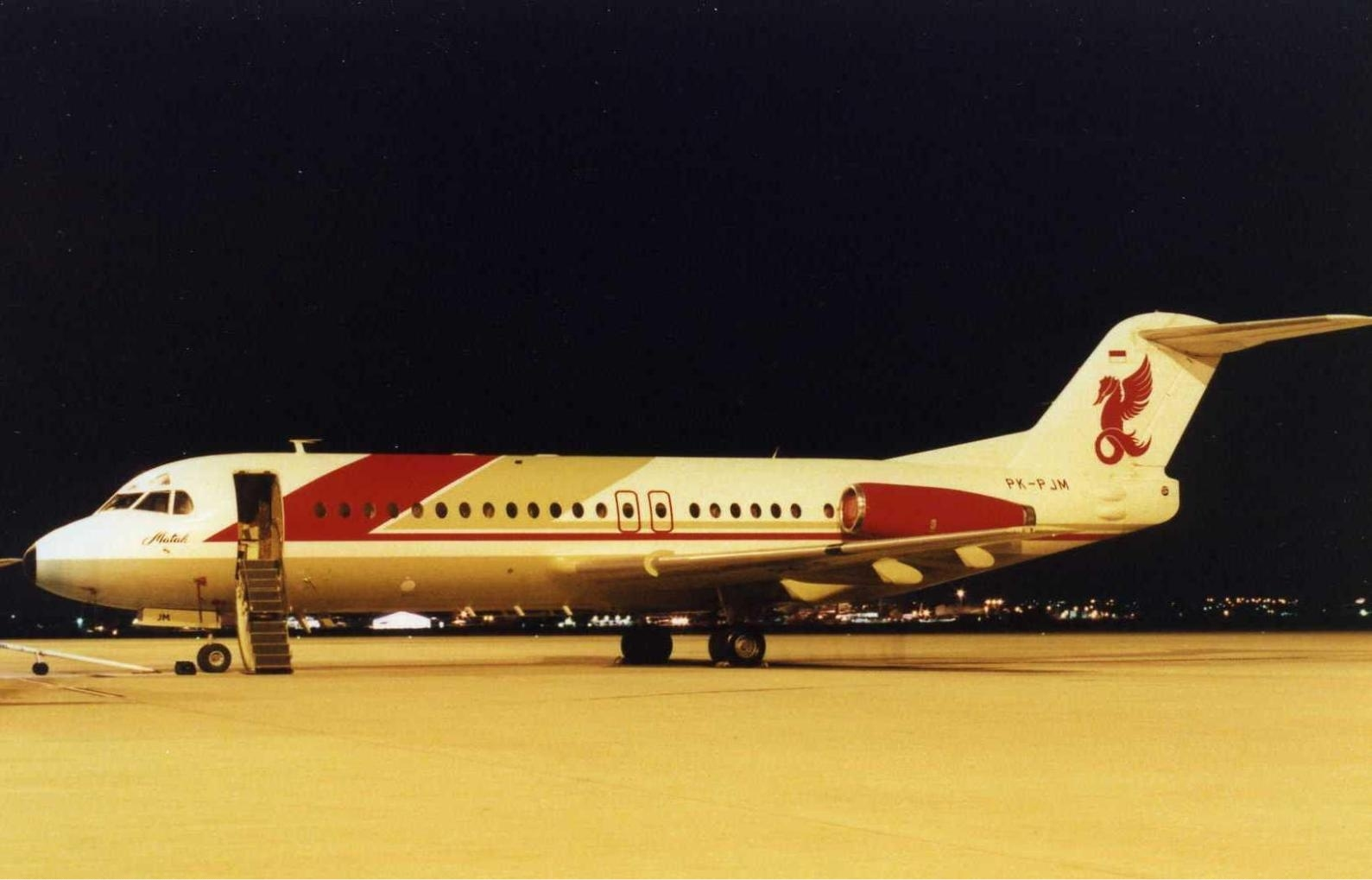
Pelita Air Fokker F28 Fellowship

Actuellement (août 2017), la flotte de Pelita Air est constituée de :